# Championnats de Pologne de cyclo-cross
Les championnats de Pologne de cyclo-cross sont des compétitions de cyclo-cross organisées annuellement afin de décerner les titres de champion du Pologne de cyclo-cross.
Les premiers championnats ont été disputés en 1928. Grzegorz Jaroszewski détient le record de victoires chez les hommes avec 10 titres. 
Une compétition féminine est également organisée. 

## Palmarès masculin

### Élites
| Année     | Vainqueur                 | Deuxième                  | Troisième                     |              |
| --------- | ------------------------- | ------------------------- | ----------------------------- | ------------ |
| 1928      | Jan Głowacki              | Eugeniusz Michalak (pl)   | Zygmunt Wisznicki             |              |
| 1929      | Eugeniusz Michalak (pl)   | Jan Głowacki              | Ryszard Stahl                 |              |
| 1930      | Eugeniusz Michalak (pl)   | Jerzy Lipiński (pl)       | Czesław Bryszke               |              |
| 1931      | Wladislaw Motyka          | Jan Głowacki              | Józef Wünsch                  |              |
| 1932      | Jan Głowacki              | Mieczysław Opiat          | Wiktor Dreher                 |              |
| 1933      | Eugeniusz Michalak (pl)   | Bolesław Łazarczyk        | Zdzisław Tuszno               |              |
| 1934      | Franciszek Kielbasa       | Jerzy Lipiński (pl)       | Feliks Więcek                 |              |
| 1935      | Jerzy Lipiński (pl)       | Stanisław Wrzesiński      | Leonard Bober                 |              |
| 1936      | Wacław Starzyński (pl)    | Leon Szyc                 | Adolf Sobótko                 |              |
| 1937      | Bolesław Napierała        | Jerzy Lipiński (pl)       | Jan Głowacki                  |              |
| 1938      | Bolesław Napierała        | Stanisław Wrzesiński      | Józef Borowski                |              |
| 1939      | Bolesław Napierała        | Stanisław Wrzesiński      | Władysław Wandor (pl)         |              |
| 1940-1946 | Pas organisé              | Pas organisé              | Pas organisé                  | Pas organisé |
| 1947      | Lucjan Pietraszewski (pl) | Roman Siemiński (pl)      | Bolesław Napierała            |              |
| 1948      | Henryk Czyż (pl)          | Władysław Wandor (pl)     | Wacław Wójcik (pl)            |              |
| 1940-1946 | Pas organisé              | Pas organisé              | Pas organisé                  | Pas organisé |
| 1950      | Henryk Hadasik (pl)       | Wacław Wrzesiński (pl)    | Jerzy Bek (pl)                |              |
| 1951-1952 | Pas organisé              | Pas organisé              | Pas organisé                  | Pas organisé |
| 1953      | Henryk Hadasik (pl)       | Tadeusz Zdunek            | Jerzy Bek (pl)                |              |
| 1954      | Władysław Klabiński (pl)  | Marian Więckowski         | Stanisław Królak              |              |
| 1955      | Stanisław Królak          | Janusz Paradowski (pl)    | Grzegroz Chwiendacz           |              |
| 1956      | Janusz Paradowski (pl)    | Stanisław Osiak           | Henryk Łasak (pl)             |              |
| 1957      | Stanisław Kamiński        | Zbigniew Głowaty (pl)     | Bernard Pruski (pl)           |              |
| 1958      | Andrzej Trochanowski (pl) | Józef Czarnecki           | Zbigniew Głowaty (pl)         |              |
| 1959      | Eligiusz Grabowski (pl)   | Janusz Paradowski (pl)    | Jerzy Kubaszewski             |              |
| 1960      | Bogusław Fornalczyk       | Zbigniew Głowaty (pl)     | Franciszek Przecinkowski (pl) |              |
| 1961      | Stanisław Gazda           | Wiesław Jarzębski         | Kazimierz Bednarczyk          |              |
| 1962      | Stanisław Wawrzko         | Franciszek Surmiński      | Jan Ścibiorek (pl)            |              |
| 1963      | Adam Gruszk               | Adam Wiśniewski           | Janusz Janiak (pl)            |              |
| 1964      | Czesław Polewiak (pl)     | Zygmunt Kaczmarczyk (pl)  | Marian Kegel (pl)             |              |
| 1965      | Czesław Polewiak (pl)     | Marian Kegel (pl)         | Tadeusz Zadrożny (pl)         |              |
| 1966      | Czesław Polewiak (pl)     | Franciszek Surmiński      | Roman Butkiewicz              |              |
| 1967      | Krzysztof Stec (pl)       | Czesław Mikołajczyk       | Franciszek Surmiński          |              |
| 1968      | Ryszard Szurkowski        | Krzysztof Stec (pl)       | Franciszek Surmiński          |              |
| 1969      | Franciszek Surmiński      | Paweł Świderski           | Kazimierz Wilczek             |              |
| 1970      | Czesław Polewiak (pl)     | Stanisław Grabowski       | Kazimierz Sekściński          |              |
| 1971      | Czesław Polewiak (pl)     | Ryszard Prill (pl)        | Andrzej Łabuś                 |              |
| 1972      | Henryk Woźniak (pl)       | Andrzej Łabuś             | Mieczysław Cielecki           |              |
| 1973      | Józef Pytowski            | Andrzej Jakubowski        | Henryk Woźniak (pl)           |              |
| 1974      | Czesław Polewiak (pl)     | Józef Pytowski            | Mieczysław Cielecki (pl)      |              |
| 1975      | Czesław Polewiak (pl)     | Zbigniew Ilski            | Józef Pytowski                |              |
| 1976      | Grzegorz Jaroszewski      | Andrzej Łabuś             | Józef Pytowski                |              |
| 1977      | Grzegorz Jaroszewski      | Ryszard Prill (pl)        | Krzysztof Kula                |              |
| 1978      | Andrzej Mąkowski (pl)     | Grzegorz Jaroszewski (pl) | Mieczysław Cielecki (pl)      |              |
| 1979      | Grzegorz Jaroszewski (pl) | Eugeniusz Pietka          | Tadeusz Steinke (pl)          |              |
| 1980      | Grzegorz Jaroszewski (pl) | Andrzej Mąkowski (pl)     | Tadeusz Steinke (pl)          |              |
| 1981      | Grzegorz Jaroszewski (pl) | Mieczysław Cielecki (pl)  | Andrzej Mąkowski (pl)         |              |
| 1982      | Grzegorz Jaroszewski (pl) | Andrzej Mąkowski (pl)     | Tadeusz Bator                 |              |
| 1983      | Andrzej Mąkowski (pl)     | Jan Antkowiak             | Edward Piech (pl)             |              |
| 1984      | Grzegorz Jaroszewski (pl) | Jan Wiejak                | Edward Piech (pl)             |              |
| 1985      | Grzegorz Jaroszewski (pl) | Jan Wiejak                | Edward Piech (pl)             |              |
| 1986      | Grzegorz Jaroszewski (pl) | Jan Wiejak                | Krzysztof Chrabąszcz          |              |
| 1987      | Grzegorz Jaroszewski (pl) | Edward Piech (pl)         | Jan Wiejak                    |              |
| 1988      | Edward Piech (pl)         | Grzegorz Jaroszewski (pl) | Sławomir Barul (pl)           |              |
| 1989      | Sławomir Barul (pl)       | Edward Piech (pl)         | Andrzej Bycka (pl)            |              |
| 1990      | Edward Piech (pl)         | Wojciech Kadrzyński       | Sławomir Barul (pl)           |              |
| 1991      | Sławomir Barul (pl)       | Wojciech Kadrzyński       | Robert Bondaryk               |              |
| 1992      | Tadeusz Korzeniewski (pl) | Sławomir Barul (pl)       | Wojciech Kadrzyński           |              |
| 1993      | Sławomir Barul (pl)       | Dariusz Gil (pl)          | Edward Piech (pl)             |              |
| 1994      | Sławomir Barul (pl)       | Tadeusz Korzeniewski (pl) | Ireneusz Pacyniak             |              |
| 1995      | Sławomir Barul (pl)       | Dariusz Gil (pl)          | Sławomir Frejowski            |              |
| 1996      | Dariusz Gil (pl)          | Tadeusz Korzeniewski (pl) | Sławomir Barul (pl)           |              |
| 1997      | Dariusz Gil (pl)          | Tadeusz Korzeniewski (pl) | Sławomir Frejowski            |              |
| 1998      | Tadeusz Korzeniewski (pl) | Dariusz Gil (pl)          | Marek Galiński                |              |
| 1999      | Tadeusz Korzeniewski (pl) | Dariusz Gil (pl)          | Radosław Czapla               |              |
| 2000      | Tadeusz Korzeniewski (pl) | Paweł Cierpikowski        | Radosław Czapla               |              |
| 2001      | Dariusz Gil (pl)          | Tadeusz Korzeniewski (pl) | Radosław Czapla               |              |
| 2002      | Tadeusz Korzeniewski (pl) | Dariusz Gil (pl)          | Radosław Czapla               |              |
| 2003      | Dariusz Gil (pl)          | Tadeusz Korzeniewski (pl) | Marek Cichosz (pl)            |              |
| 2004      | Dariusz Gil (pl)          | Mariusz Gil               | Piotr Wysmyk                  |              |
| 2005      | Dariusz Gil (pl)          | Tadeusz Korzeniewski (pl) | Mariusz Gil                   |              |
| 2006      | Marek Cichosz (pl)        | Dariusz Gil (pl)          | Mariusz Gil                   |              |
| 2007      | Marek Cichosz (pl)        | Dariusz Gil (pl)          | Mariusz Gil                   |              |
| 2008      | Mariusz Gil               | Paweł Szczepaniak         | Marek Cichosz (pl)            |              |
| 2009      | Paweł Szczepaniak         | Marek Cichosz (pl)        | Mariusz Gil                   |              |
| 2010      | Mariusz Gil               | Paweł Szczepaniak         | Marek Cichosz (pl)            |              |
| 2011      | Mariusz Gil               | Marek Cichosz (pl)        | Andrzej Kaiser (pl)           |              |
| 2012      | Mariusz Gil               | Marek Cichosz (pl)        | Sławomir Pituch               |              |
| 2013      | Marek Konwa               | Mariusz Gil               | Andrzej Kaiser (pl)           |              |
| 2014      | Marek Konwa               | Mariusz Gil               | Andrzej Kaiser (pl)           |              |
| 2015      | Marek Konwa               | Mariusz Gil               | Kacper Szczepaniak            |              |
| 2016      | Marek Konwa               | Marceli Bogusławski       | Mariusz Gil                   |              |
| 2017      | Marek Konwa               | Mariusz Gil               | Marceli Bogusławski           |              |
| 2018      | Marek Konwa               | Bartosz Mikler            | Patryk Kostecki               |              |
| 2019      | Marek Konwa               | Bartosz Mikler            | Patryk Kostecki               |              |
| 2020      | Marek Konwa               | Patryk Kostecki           | Bartosz Mikler                |              |
| 2021      | Marek Konwa               | Patryk Stosz              | Adam Żuber                    |              |
| 2022      | Marek Konwa               | Patryk Stosz              | Paweł Bernas                  |              |
| 2023      | Marek Konwa               | Karol Ostaszewski         | Szymon Pomian                 |              |
| 2024      | Marek Konwa               | Brajan Swider             | Szymon Pomian                 |              |
| 2025      | Marek Konwa               | Filip Helta               | Ksawier Garnek                |              |

### Moins de 23 ans
| Année | Vainqueur           | Deuxième              | Troisième             |
| ----- | ------------------- | --------------------- | --------------------- |
| 1996  | Marek Galiński      | Paweł Cierpikowski    | Radosław Czapla       |
| 1997  | Rafael Chmiel       | Damian Kaufka         | Radosław Czapla       |
| 1998  | Paweł Cierpikowski  | Rafael Chmiel         | Mariusz Kowal         |
| 1999  | Gregorz Bodnar      | Marek Cichosz (pl)    | Piotr Wysmyk          |
| 2000  | Gregorz Bodnar      | Marek Cichosz (pl)    | Krzysztof Murdza      |
| 2001  | Marek Cichosz (pl)  | Przemysław Baranowski | Piotr Formicki (pl)   |
| 2002  | Mariusz Gil         | Radosław Rękawek      | Daniel Wasiewicz      |
| 2003  | Mariusz Gil         | Daniel Wasiewicz      | Krzysztof Kuźniak     |
| 2004  | Mariusz Gil         |                       |                       |
| 2005  | Mariusz Gil         | Krzysztof Kuźniak     | Michal Werstak        |
| 2006  | Michał Werstak      |                       |                       |
| 2007  | Marcin Sobiepanek   | Sylwester Janiszewski | Tomasz Repiński       |
| 2008  | Paweł Szczepaniak   | Tomasz Repiński       | Sylwester Janiszewski |
| 2009  | Kacper Szczepaniak  | Marek Konwa           | Sylwester Janiszewski |
| 2010  | Kacper Szczepaniak  | Marek Konwa           | Kamil Gradek          |
| 2011  | Marek Konwa         | Kamil Gradek          | Andrzej Bartkiewicz   |
| 2012  | Marek Konwa         | Kamil Gradek          | Bartosz Pilis         |
| 2013  | Bartosz Pilis       | Patryk Stosz          | Sebastian Młynski     |
| 2014  | Patryk Stosz        | Michał Kowalczyk      | Michał Paluta         |
| 2015  | Bartosz Mikler      | Michał Paluta         | Michał Kowalczyk      |
| 2016  | Marceli Bogusławski | Piotr Konwa           | Michał Paluta         |
| 2017  | Marceli Bogusławski | Tomasz Rzeszutek      | Piotr Konwa           |
| 2018  | Marceli Bogusławski | Arkadiusz Mirek       | Wojciech Ceniuch      |
| 2019  | Wojciech Ceniuch    | Dawid Jona            | Marceli Bogusławski   |
| 2020  | Stanisław Nowak     | Piotr Kryński         | Krzysztof Domin       |
| 2021  | Stanisław Nowak     | Krzysztof Domin       | Jakub Musialik        |
| 2022  | Szymon Pomian       | Patryk Janiszewski    | Miłosz Ośko           |
| 2023  | Szymon Pomian       | Jakub Musialik        | Antoni Łuków          |

### Juniors
| Année | Vainqueur           | Deuxième            | Troisième           |
| ----- | ------------------- | ------------------- | ------------------- |
| 1987  | Joachim Halupczok   |                     |                     |
| 1994  | Paweł Cierpikowski  | Maciej Neumann      | Radosław Czapla     |
| 1996  | Kamil Wolski        | Tomasz Kiendyś      | Piotr Wysmyk        |
| 1997  | Slawomir Bednarek   | Mariusz Kubiś       | Michał Krystkowiak  |
| 1998  | Krzysztof Murdza    | Bartłomiej Gierczak | Adam Dziuk          |
| 2000  | Mariusz Gil         | Marcin Wider        | Piotr Formicki (pl) |
| 2001  | Mariusz Gil         | Daniel Wasiewicz    | Krzysztof Kuźniak   |
| 2002  | Krzysztof Kuźniak   | Mateusz Taciak      | Kryspin Pyrgies     |
| 2003  | Michał Werstak      | Sławomir Pituch     | Daniel Janiszewski  |
| 2004  | Krzysztof Wieczorek |                     |                     |
| 2005  | Marcin Sobiepanek   | Dawid Romanowski    | Amadeusz Rudziński  |
| 2007  | Marek Konwa         | Kacper Szczepaniak  | Mirosław Frąckowiak |
| 2008  | Kacper Szczepaniak  | Andrzej Bartkiewicz | Marek Konwa         |
| 2009  | Andrzej Bartkiewicz | Bartosz Pilis       | Dawid Janecki       |
| 2010  | Janusz Lesnau       | Bartosz Pilis       | Daniel Horyza       |
| 2012  | Michał Paluta       | Piotr Konwa         | Mateusz Grabis      |
| 2013  | Michał Paluta       | Łukasz Mański       | Piotr Konwa         |
| 2014  | Marceli Bogusławski | Szymon Sajnok       | Remigiusz Gil       |
| 2015  | Szymon Sajnok       | Marceli Bogusławski | Dawid Jona          |
| 2016  | Tomasz Rzeszutek    | Paweł Kostrubski    | Stanisław Nowak     |
| 2017  | Stanisław Nowak     | Wojciech Ceniuch    | Michał Rocławski    |
| 2018  | Piotr Kryński       | Nikodem Grzenkowicz | Hubert Drobek       |
| 2019  | Piotr Kryński       | Miłosz Ośko         | Jakub Musialik      |
| 2020  | Jakub Musialik      | Miłosz Ośko         | Szymon Pomian       |
| 2021  | Łukasz Juszczak     | Kacper Hoppa        | Michał Waloszek     |
| 2022  | Łukasz Juszczak     | Ksawier Garnek      | Kacper Hoppa        |
| 2023  | Brajan Świder       | Ksawier Garnek      | Mikołaj Kubica      |
| 2024  | Dawid Lewandowski   | Kacper Doppke       | Dominik Krzyskow    |
| 2025  | Kacper Mizuro       | Piotr Hankus        | Marcin Włodarski    |

## Palmarès féminin

### Élites
| Année | Vainqueur           | Deuxième                  | Troisième           |
| ----- | ------------------- | ------------------------- | ------------------- |
| 1998  | Beata Salapa        | Agnieszka Pytel           | Magdalena Sadlecka  |
| 1999  | Sylwia Juszczak     | Magdalena Sadlecka        | Marzena Wasiuk      |
| 2000  | Sylwia Juszczak     | Dorota Warczyk            | Aleksandra Zabrocka |
| 2001  | Aleksandra Zabrocka | Marzena Wasiuk            | Monika Wasiuk       |
| 2002  | Dorota Warczyk      | Aleksandra Zabrocka       | Beata Wrobel        |
| 2003  | Aleksandra Zabrocka | Marlena Pyrgies           | Dorota Warczyk      |
| 2004  | Marlena Pyrgies     | Magdalena Pyrgies         | Aleksandra Zabrocka |
| 2006  | Magdalena Pyrgies   | Dorota Warczyk            | Marzena Wasiuk      |
| 2007  | Magdalena Pyrgies   | Marlena Pyrgies           | Dorota Warczyk      |
| 2008  | Marzena Wasiuk      | Dorota Warczyk            | Katarzyna Barczyk   |
| 2009  | Kinga Mudyn         | Dorota Warczyk            | Marzena Wasiuk      |
| 2010  | Marzena Wasiuk      | Dorota Warczyk            | Kinga Mudyn         |
| 2011  | Dorota Warczyk      | Marzena Wasiuk            | Magdalena Pyrgies   |
| 2012  | Olga Wasiuk         | Magdalena Halajczak       | Magdalena Pyrgies   |
| 2013  | Magdalena Pyrgies   | Paula Gorycka             | Magdalena Halajczak |
| 2014  | Paula Gorycka       | Martyna Klekot            | Magdalena Halajczak |
| 2015  | Olga Wasiuk         | Paula Gorycka             | Martyna Klekot      |
| 2016  | Olga Wasiuk         | Magdalena Halajczak       | Marta Turobos       |
| 2017  | Magdalena Sadlecka  | Katarzyna Solus-Miskowicz | Marta Turobos       |
| 2018  | Marta Turobos       | Gabriela Wojtyła          | Barbarą Borowiecką  |
| 2019  | Barbarą Borowiecką  | Zuzanna Krzystała         | Karolina Cierluk    |
| 2020  | Zuzanna Krzystała   | Barbarą Borowiecką        | Gabriela Wojtyła    |
| 2021  | Barbarą Borowiecką  | Zuzanna Krzystała         | Antonina Białek     |
| 2022  | Dominika Włodarczyk | Antonina Białek           | Zuzanna Krzystała   |
| 2023  | Dominika Włodarczyk | Zuzanna Krzystała         | Barbarą Borowiecką  |
| 2024  | Zuzanna Krzystała   | Barbarą Borowiecką        | Malwina Mul         |
| 2025  | Antonina Białek     | Malwina Mul               | Zuzanna Krzystała   |

### Juniors
- 2000 : Aleksandra Zabrocka

- 2007 : Magdalena Wójkiewicz
- 2008 : Magdalena Wójkiewicz
- 2009 : Agnieszka Rek

- 2020 : Patrycja Zawierta
- 2021 : Malwina Mul
- 2022 : Malwina Mul
- 2023 : Tatiana Gromada
- 2024 : Alicja Matula
- 2025 : Maria Ambrozkiewicz

## Sources
- Palmarès masculin sur cyclebase.nl
- Palmarès féminin sur cyclebase.nl